# Дуванка (Шевченковский район)
Дува́нка (укр. Дуванка) — село, 
Сподобовский сельский совет,
Шевченковский район,
Харьковская область.
Код КОАТУУ — 6325786002. Население по переписи 2001 года составляет 38 (17/21 м/ж) человек.

## Географическое положение
Село Дуванка находится у истоков реки Синиха,
река в этом месте пересыхает, на ней сделано несколько запруд.
На расстоянии в 1 км расположено село Сподобовка, в 4-х км — село Федоровка.

## История
- 1895 — дата основания.